# Фуян (Ханчжоу)
Фуя́н (кит. упр. 富阳, пиньинь Fùyáng) — район городского подчинения города субпровинциального значения Ханчжоу провинции Чжэцзян (КНР).

## История
После того, как китайские земли в III веке до н. э. впервые в истории были объединены в единое государство — империю Цинь, здесь был создан уезд Фучунь (富春县). В 226 году Сунь Цюань выделил из уезда Фучунь уезд Синьчэн (新城县). В 228 году уезд Синьчэн был присоединён к уезду Тунлу, но в 289 году создан вновь; затем он был присоединён к уезду Фучунь, но в 334 году был опять воссоздан.
Во времена империи Цзинь в 394 году из-за практики табу на имена, чтобы избежать употребления иероглифа «чунь», входившего в личное имя Чжэн Ачунь (матери императора Цзяньвэнь-ди) уезд Фучунь был переименован в Фуян (富阳县).
Во времена империи Суй в 589 году уезды Фуян и Синьчэн были присоединены к уезду Цяньтан (钱塘县). В 607 году уезд Фуян был воссоздан, а в 618 году был воссоздан и уезд Синьчэн. При империи Тан уезд Синьчэн был в 624 году присоединён к уезду Фуян, но в 682 году опять был выделен из него в отдельный уезд.
Во времена империи Поздняя Лян в 907 году из-за практики табу на имена, чтобы избежать употребления иероглифа «чэн», входившего в личное имя отца её первого императора, уезд Синьчэн был переименован в Синьдэн (新登县). Во времена империи Сун уезду Синьдэн было в 979 году возвращено название Синьчэн. После Синьхайской революции в Китае была проведена ревизия географических названий по всей стране, и в связи с наличием большого количества топонимов «Синьчэн» («новый город»), уезд Синьчэн в 1914 году был опять переименован в Синьдэн.
После образования КНР уезды Фуян и Синьдэн вошли в состав Специального района Линьань (临安专区). В 1953 году Специальный район Линьань был расформирован, и уезды были подчинены напрямую властям провинции. В 1955 году они вошли в состав Специального района Цзяньдэ (建德专区). В ноябре 1958 года уезд Синьдэн был присоединён к уезду Тунлу. В декабре 1958 года Специальный район Цзяньдэ был расформирован, и уезд Фуян перешёл под юрисдикцию властей Ханчжоу, а уезд Тунлу вошёл в состав Специального района Цзиньхуа (金华专区). В августе 1960 года уезд Фуян был присоединён к уезду Тунлу, также перешедшему под юрисдикцию властей Ханчжоу.
В декабре 1961 года из уезда Тунлу был выделен уезд Фуян, образованный на территории бывших уездов Фуян и Синьдэн.
18 января 1994 года уезд Фуян был преобразован в городской уезд.
Постановлением Госсовета КНР от 13 декабря 2014 года городской уезд Фуян был преобразован в район городского подчинения.

## Административное деление
Район делится на 5 уличных комитетов, 13 посёлков и 6 волостей.